# Njord
För andra betydelser, se Njord (olika betydelser).

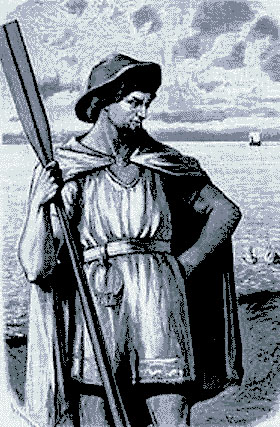
Njord vid havet

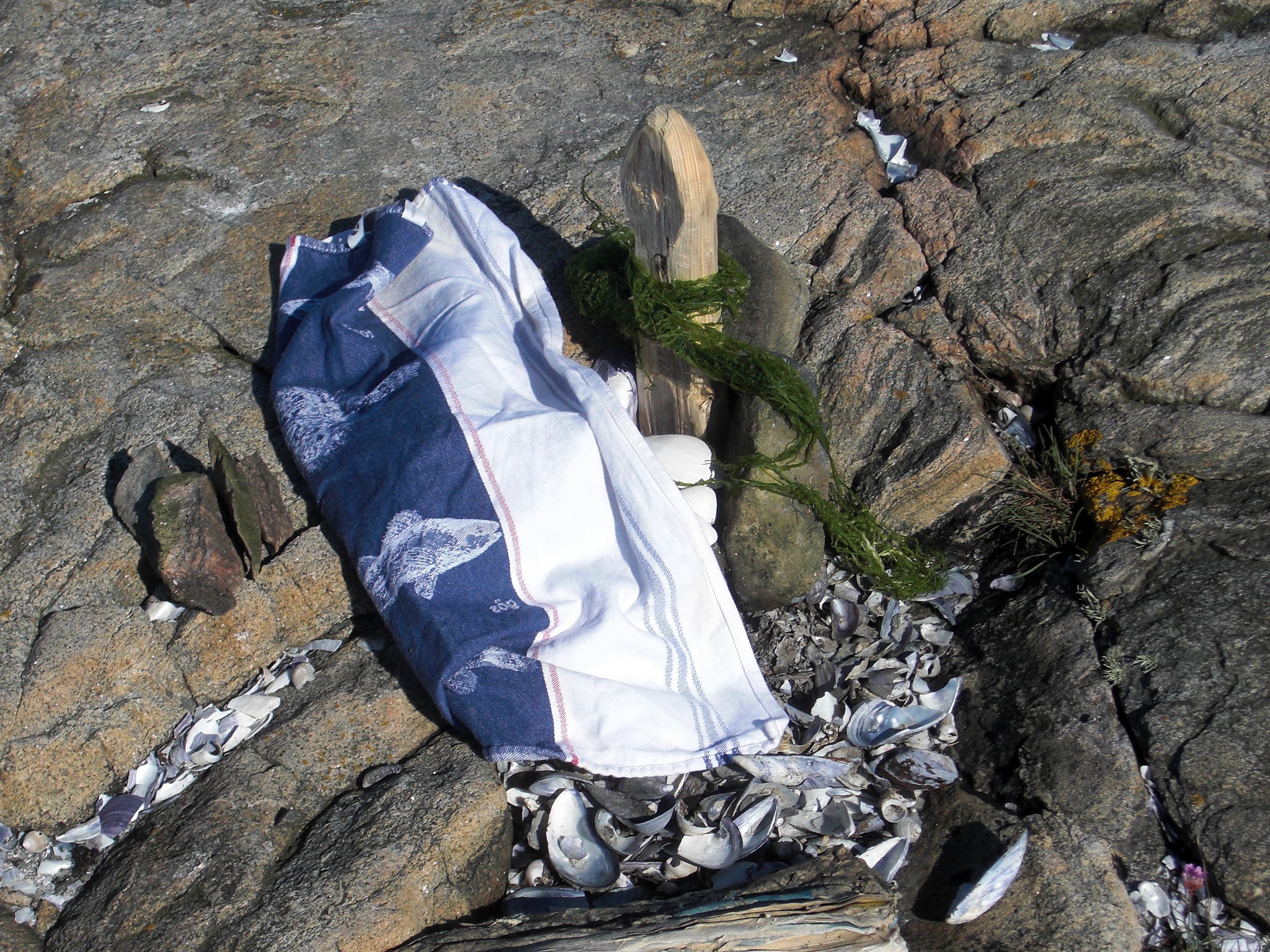
Enkelt altare vid blot till Njord inom modern asatro.

Njord ("kraft", "styrka"), fornvästnordiska Njǫrðr, är i nordisk mytologi en av vanerna. Njord är havets, vädrets, rikedomens, handelns, sjöfartens och fiskets gud. Han tillbads ofta av fiskare, sjöfarare och handelsmän. Han hyllades vid många kultplatser i Sverige och Norge. Många ortnamn innehåller rester av namnen Njord eller Njärd. Han hade barnen Frej och Freja med sin första och okända hustru. Hustrun kan ha varit den av Tacitus, ca år 100 e.Kr., bekrivna Nerthus. Eftersom namnet "Njord" är den manliga motsvarigheten till "Nerthus" diskuteras vilket band de båda gudarna hade, om hon exempelvis var hans hustru, syster eller syster-hustru alternativt om Nerthus och Njord är samma individ som ändrar kön alltersom religionen utvecklar sig från matriarkalisk till mer patriarkalisk. Njords första hustru, Frej och Frejas moder, kan ha varit kvar i Vanaheim. 
Efter kriget mellan asar och vaner stannar Njord, Frej och Freja hos asarna i Asgård för att säkerställa freden. 
Han bodde på Noatun ("skeppsplatsen") och hans andra hustru, Skade, var en jättinna som av misstag valt Njord till sin make. 
Njord var en av få gudar att överleva Ragnarök. Han stannar i Asgård till efter Ragnarök. Om Njord sägs att han efter världsslutet återvänder till sitt eget folk — vanerna (Vanaheim).
Njord var en högt respekterad gud, ledare av vanerna och därmed av samma status som Oden var för asarna.

## Njord som sagokung
Enligt Snorre Sturlasson var den nordiska guden Njord ursprungligen en verklig kung, sonson till Oden, son till Skjold, och far till Yngve-Frej. Uppfattningen om Njord som en historisk kung förekom ännu på 1800-talet.

## Njord eller Njärd i ortnamn
Njords syster och hustru har av några forskare getts namnet Njärd utifrån förekomsten av förleden Njärd- i några svenska ortnamn. Andra forskare anser däremot att Njärd- i bland annat Mjärdevi i Östergötland, Nälsta och Närtuna i Uppland samt Nalavi och Nalaviberg i Närke kommer av genitivformen av Njord (Njǫrðr). Värt att notera är att -vi, -tun och -lund inom ortnamnsforskningen oftast anses beteckna kultplatser. Norderön i Jämtland är namngiven efter Njord. På Island återfinns han i ortsnamnet Njarðvík.